# To Lose My Life (album)
To Lose My Life... (volledige titel To Lose My Life or Lose My Love) is het debuutalbum van de Engelse indieband White Lies. Het album kwam uit op 19 januari 2009. Het album doet met duistere teksten en muziek over vooral de dood erg denken aan de muziek van bands als Joy Division en Editors.

## Nummers
Alle muziek en teksten zijn geschreven door White Lies. 
| 1.                 | Death                      | 5:01 |
| 2.                 | To Lose My Life            | 3:11 |
| 3.                 | A Place to Hide            | 5:01 |
| 4.                 | Fifty on Our Foreheads     | 4:21 |
| 5.                 | Unfinished Business        | 4:18 |
| 6.                 | E.S.T.                     | 5:01 |
| 7.                 | From the Stars             | 4:52 |
| 8.                 | Farewell to the Fairground | 4:16 |
| 9.                 | Nothing to Give            | 4:11 |
| 10.                | The Price of Love          | 4:38 |
| Totale duur: 44:50 |                            |      |

| Nr. | Titel                                                           | Duur |
| --- | --------------------------------------------------------------- | ---- |
| 11. | You Still Love Him (B-kant van de single "Unfinished Business") | 3:22 |
| 12. | Black Song (B-kant van de single "Death")                       | 3:47 |
| 13. | Taxidermy (B-kant van de single "To Lose My Life")              | 3:17 |

| Nr. | Titel                           | Duur |
| --- | ------------------------------- | ---- |
| 1.  | Nothing to Give (Demo versie)   | 4:12 |
| 2.  | The Price of Love (Demo versie) | 3:44 |

## Hitnotering
| To Lose My Life... in de Nederlandse Album Top 100 - binnen: 24-01-2009 | To Lose My Life... in de Nederlandse Album Top 100 - binnen: 24-01-2009 | To Lose My Life... in de Nederlandse Album Top 100 - binnen: 24-01-2009 | To Lose My Life... in de Nederlandse Album Top 100 - binnen: 24-01-2009 | To Lose My Life... in de Nederlandse Album Top 100 - binnen: 24-01-2009 | To Lose My Life... in de Nederlandse Album Top 100 - binnen: 24-01-2009 | To Lose My Life... in de Nederlandse Album Top 100 - binnen: 24-01-2009 | To Lose My Life... in de Nederlandse Album Top 100 - binnen: 24-01-2009 | To Lose My Life... in de Nederlandse Album Top 100 - binnen: 24-01-2009 | To Lose My Life... in de Nederlandse Album Top 100 - binnen: 24-01-2009 | To Lose My Life... in de Nederlandse Album Top 100 - binnen: 24-01-2009 | To Lose My Life... in de Nederlandse Album Top 100 - binnen: 24-01-2009 | To Lose My Life... in de Nederlandse Album Top 100 - binnen: 24-01-2009 | To Lose My Life... in de Nederlandse Album Top 100 - binnen: 24-01-2009 | To Lose My Life... in de Nederlandse Album Top 100 - binnen: 24-01-2009 | To Lose My Life... in de Nederlandse Album Top 100 - binnen: 24-01-2009 | To Lose My Life... in de Nederlandse Album Top 100 - binnen: 24-01-2009 | To Lose My Life... in de Nederlandse Album Top 100 - binnen: 24-01-2009 | To Lose My Life... in de Nederlandse Album Top 100 - binnen: 24-01-2009 | To Lose My Life... in de Nederlandse Album Top 100 - binnen: 24-01-2009 | To Lose My Life... in de Nederlandse Album Top 100 - binnen: 24-01-2009 | To Lose My Life... in de Nederlandse Album Top 100 - binnen: 24-01-2009 | To Lose My Life... in de Nederlandse Album Top 100 - binnen: 24-01-2009 | To Lose My Life... in de Nederlandse Album Top 100 - binnen: 24-01-2009 | To Lose My Life... in de Nederlandse Album Top 100 - binnen: 24-01-2009 | To Lose My Life... in de Nederlandse Album Top 100 - binnen: 24-01-2009 | To Lose My Life... in de Nederlandse Album Top 100 - binnen: 24-01-2009 | To Lose My Life... in de Nederlandse Album Top 100 - binnen: 24-01-2009 | To Lose My Life... in de Nederlandse Album Top 100 - binnen: 24-01-2009 | To Lose My Life... in de Nederlandse Album Top 100 - binnen: 24-01-2009 | To Lose My Life... in de Nederlandse Album Top 100 - binnen: 24-01-2009 | To Lose My Life... in de Nederlandse Album Top 100 - binnen: 24-01-2009 | To Lose My Life... in de Nederlandse Album Top 100 - binnen: 24-01-2009 | To Lose My Life... in de Nederlandse Album Top 100 - binnen: 24-01-2009 | To Lose My Life... in de Nederlandse Album Top 100 - binnen: 24-01-2009 | To Lose My Life... in de Nederlandse Album Top 100 - binnen: 24-01-2009 | To Lose My Life... in de Nederlandse Album Top 100 - binnen: 24-01-2009 | To Lose My Life... in de Nederlandse Album Top 100 - binnen: 24-01-2009 | To Lose My Life... in de Nederlandse Album Top 100 - binnen: 24-01-2009 |
| Week                                                                    | 01                                                                      | 02                                                                      | 03                                                                      | 04                                                                      | 05                                                                      | 06                                                                      | 07                                                                      | 08                                                                      | 09                                                                      | 10                                                                      |                                                                         | 11                                                                      | 12                                                                      | 13                                                                      | 14                                                                      | 15                                                                      | 16                                                                      | 17                                                                      | 18                                                                      | 19                                                                      | 20                                                                      | 21                                                                      | 22                                                                      | 23                                                                      | 24                                                                      | 25                                                                      | 26                                                                      | 27                                                                      | 28                                                                      | 29                                                                      | 30                                                                      | 31                                                                      | 32                                                                      | 33                                                                      | 34                                                                      |                                                                         | 35                                                                      |                                                                         |
| ----------------------------------------------------------------------- | ----------------------------------------------------------------------- | ----------------------------------------------------------------------- | ----------------------------------------------------------------------- | ----------------------------------------------------------------------- | ----------------------------------------------------------------------- | ----------------------------------------------------------------------- | ----------------------------------------------------------------------- | ----------------------------------------------------------------------- | ----------------------------------------------------------------------- | ----------------------------------------------------------------------- | ----------------------------------------------------------------------- | ----------------------------------------------------------------------- | ----------------------------------------------------------------------- | ----------------------------------------------------------------------- | ----------------------------------------------------------------------- | ----------------------------------------------------------------------- | ----------------------------------------------------------------------- | ----------------------------------------------------------------------- | ----------------------------------------------------------------------- | ----------------------------------------------------------------------- | ----------------------------------------------------------------------- | ----------------------------------------------------------------------- | ----------------------------------------------------------------------- | ----------------------------------------------------------------------- | ----------------------------------------------------------------------- | ----------------------------------------------------------------------- | ----------------------------------------------------------------------- | ----------------------------------------------------------------------- | ----------------------------------------------------------------------- | ----------------------------------------------------------------------- | ----------------------------------------------------------------------- | ----------------------------------------------------------------------- | ----------------------------------------------------------------------- | ----------------------------------------------------------------------- | ----------------------------------------------------------------------- | ----------------------------------------------------------------------- | ----------------------------------------------------------------------- | ----------------------------------------------------------------------- |
| Nummer                                                                  | 65                                                                      | 71                                                                      | 71                                                                      | 59                                                                      | 82                                                                      | 76                                                                      | 76                                                                      | 51                                                                      | 62                                                                      | 81                                                                      | uit                                                                     | 74                                                                      | 53                                                                      | 40                                                                      | 65                                                                      | 63                                                                      | 56                                                                      | 45                                                                      | 31                                                                      | 55                                                                      | 80                                                                      | 89                                                                      | 93                                                                      | 76                                                                      | 68                                                                      | 76                                                                      | 72                                                                      | 62                                                                      | 62                                                                      | 51                                                                      | 35                                                                      | 49                                                                      | 64                                                                      | 42                                                                      | 73                                                                      | uit                                                                     | 85                                                                      | uit                                                                     |

| To Lose My Life... in de Vlaamse Ultratop 50 Albums - binnen: 24-01-2009 | To Lose My Life... in de Vlaamse Ultratop 50 Albums - binnen: 24-01-2009 | To Lose My Life... in de Vlaamse Ultratop 50 Albums - binnen: 24-01-2009 | To Lose My Life... in de Vlaamse Ultratop 50 Albums - binnen: 24-01-2009 | To Lose My Life... in de Vlaamse Ultratop 50 Albums - binnen: 24-01-2009 | To Lose My Life... in de Vlaamse Ultratop 50 Albums - binnen: 24-01-2009 | To Lose My Life... in de Vlaamse Ultratop 50 Albums - binnen: 24-01-2009 | To Lose My Life... in de Vlaamse Ultratop 50 Albums - binnen: 24-01-2009 | To Lose My Life... in de Vlaamse Ultratop 50 Albums - binnen: 24-01-2009 | To Lose My Life... in de Vlaamse Ultratop 50 Albums - binnen: 24-01-2009 | To Lose My Life... in de Vlaamse Ultratop 50 Albums - binnen: 24-01-2009 | To Lose My Life... in de Vlaamse Ultratop 50 Albums - binnen: 24-01-2009 | To Lose My Life... in de Vlaamse Ultratop 50 Albums - binnen: 24-01-2009 | To Lose My Life... in de Vlaamse Ultratop 50 Albums - binnen: 24-01-2009 | To Lose My Life... in de Vlaamse Ultratop 50 Albums - binnen: 24-01-2009 | To Lose My Life... in de Vlaamse Ultratop 50 Albums - binnen: 24-01-2009 | To Lose My Life... in de Vlaamse Ultratop 50 Albums - binnen: 24-01-2009 | To Lose My Life... in de Vlaamse Ultratop 50 Albums - binnen: 24-01-2009 | To Lose My Life... in de Vlaamse Ultratop 50 Albums - binnen: 24-01-2009 | To Lose My Life... in de Vlaamse Ultratop 50 Albums - binnen: 24-01-2009 | To Lose My Life... in de Vlaamse Ultratop 50 Albums - binnen: 24-01-2009 | To Lose My Life... in de Vlaamse Ultratop 50 Albums - binnen: 24-01-2009 | To Lose My Life... in de Vlaamse Ultratop 50 Albums - binnen: 24-01-2009 | To Lose My Life... in de Vlaamse Ultratop 50 Albums - binnen: 24-01-2009 | To Lose My Life... in de Vlaamse Ultratop 50 Albums - binnen: 24-01-2009 | To Lose My Life... in de Vlaamse Ultratop 50 Albums - binnen: 24-01-2009 | To Lose My Life... in de Vlaamse Ultratop 50 Albums - binnen: 24-01-2009 | To Lose My Life... in de Vlaamse Ultratop 50 Albums - binnen: 24-01-2009 | To Lose My Life... in de Vlaamse Ultratop 50 Albums - binnen: 24-01-2009 | To Lose My Life... in de Vlaamse Ultratop 50 Albums - binnen: 24-01-2009 | To Lose My Life... in de Vlaamse Ultratop 50 Albums - binnen: 24-01-2009 |     |
| Week                                                                     | 01                                                                       | 02                                                                       | 03                                                                       | 04                                                                       | 05                                                                       | 06                                                                       | 07                                                                       | 08                                                                       | 09                                                                       | 10                                                                       | 11                                                                       | 12                                                                       | 13                                                                       | 14                                                                       | 15                                                                       |                                                                          | 16                                                                       | 17                                                                       | 18                                                                       | 19                                                                       | 20                                                                       | 21                                                                       | 22                                                                       | 23                                                                       | 24                                                                       | 25                                                                       | 26                                                                       | 27                                                                       | 28                                                                       | 29                                                                       |     |
| ------------------------------------------------------------------------ | ------------------------------------------------------------------------ | ------------------------------------------------------------------------ | ------------------------------------------------------------------------ | ------------------------------------------------------------------------ | ------------------------------------------------------------------------ | ------------------------------------------------------------------------ | ------------------------------------------------------------------------ | ------------------------------------------------------------------------ | ------------------------------------------------------------------------ | ------------------------------------------------------------------------ | ------------------------------------------------------------------------ | ------------------------------------------------------------------------ | ------------------------------------------------------------------------ | ------------------------------------------------------------------------ | ------------------------------------------------------------------------ | ------------------------------------------------------------------------ | ------------------------------------------------------------------------ | ------------------------------------------------------------------------ | ------------------------------------------------------------------------ | ------------------------------------------------------------------------ | ------------------------------------------------------------------------ | ------------------------------------------------------------------------ | ------------------------------------------------------------------------ | ------------------------------------------------------------------------ | ------------------------------------------------------------------------ | ------------------------------------------------------------------------ | ------------------------------------------------------------------------ | ------------------------------------------------------------------------ | ------------------------------------------------------------------------ | ------------------------------------------------------------------------ | --- |
| Nummer                                                                   | 76                                                                       | 33                                                                       | 33                                                                       | 35                                                                       | 52                                                                       | 54                                                                       | 81                                                                       | 76                                                                       | 53                                                                       | 54                                                                       | 56                                                                       | 61                                                                       | 71                                                                       | 80                                                                       | 82                                                                       | uit                                                                      | 86                                                                       | 70                                                                       | 79                                                                       | 82                                                                       | 24                                                                       | 48                                                                       | 37                                                                       | 51                                                                       | 46                                                                       | 56                                                                       | 56                                                                       | 59                                                                       | 61                                                                       | 84                                                                       | uit |